# Devesa (Ribadeo)
Devesa (llamada oficialmente Santalla da Devesa) es una parroquia española del municipio de Ribadeo, en la provincia de Lugo, Galicia.

## Otras denominaciones
La parroquia también es conocida por los nombres de Santa Eulalia da Devesa, Santa Eulalia de Devesa y Santa Olaia de Devesa.

## Localización
Está situada a 8 km de la capital del municipio,

## Geografía
Son famosas por su belleza natural, las playas de esta parroquia: Augas Santas (conocida actualmente como Las Catedrales), Playa de las Islas, y la playa actualmente conocida como Los Castros. Todas ellas enclavadas en unos parajes de espectacular belleza con arena fina y blanca.

## Historia
El nombre de A Rochela data de 1808 cuando la invasión francesa, según cuentan los mayores del lugar; ya que un soldado francés se quedó a vivir en esta zona fundando un barrio al que dio el nombre de su ciudad natal.

## Organización territorial
La parroquia está formada por veintinueve entidades de población, constando catorce de ellas en el nomenclátor del Instituto Nacional de Estadística español:

### Entidades de población
Entidades de población que forman parte de la parroquia:
- Barral (O Barral)
- Barrio Nuevo (Barrio Novo)
- Cepetal
- Cinxe
- Esteiro
- O Lagar
- Meirengos
- Noceda
- Os Olleiros
- Pedreira (A Pedreira)
- Rato (O Rato)
- Rochela (A Rochela)
- O Viladroiro
- Vilaguiz (Vilagoíz)
- Vilandride (Vilandriz)
- A Volta

### Despoblados
Despoblados que forman parte de la parroquia:
- A Avesada
- A Campana (A Barrio da Campana)
- Liñeiro
- A Preixoana

## Demografía
| Gráfica de evolución demográfica de Devesa entre 2000 y 2020 |
|                                                              |
| Datos según el nomenclátor publicado por el INE.             |

## Patrimonio
- Iglesia de Santa Eulalia: su iglesia data de 1850, y fue reconstruida a mediados del siglo XX. Su patrona es Santa Eulalia que se celebra el 10 de diciembre y su patrón es San Ramón que se celebra el 31 de agosto, con una gran romería y verbena en el campo adyacente a la Capilla de San Ramón, con unas privilegiadas vistas y situada en el barrio de Vilagoiz.

## Economía
Su población es diseminada; siendo su medio de vida la agricultura y ganadería, destacando esta última las ganaderías de Chinelo, Contarelo, Pousadoiro, Mateo y Fondon. En esta parroquia tiene su sede una de las mayores cooperativas agrícolas de Galicia "Os Irmandiños" con innumerables servicios de todo tipo para asociados y vecinos. Cuenta también con alguna infraestructura de hostelería, talleres, etc.